# ビール・ストリートに口あらば
『ビール・ストリートに口あらば』（ビール・ストリートにくちあらば、原題: If Beale Street Could Talk）は、アメリカ合衆国の作家のジェイムズ・ボールドウィンが1974年に発表した小説である。ボールドウィンにとって5作目の長編小説であり、1970年代初頭のハーレムを舞台とした恋愛物語となっている。原題は、テネシー州ダウンタウン・メンフィスにちなんで題された1916年のW・C・ハンディのブルース曲「ビール・ストリート・ブルース」（"Beale Street Blues"）に由来している。
本作はバリー・ジェンキンス脚本・監督により映画化され、2018年12月14日に劇場公開された。映画は第91回アカデミー賞でレジーナ・キングに助演女優賞をもたらし、また、脚色賞と作品賞の候補に挙がった。

## 内容
本書は、ティッシュと呼ばれる19歳の少女のクレメンタイン・リヴァーズと、フォニーと呼ばれる22歳の彫刻家のアロンゾ・ハントの関係を描いている。2人はニューヨークの同じ地区で育った幼馴染みであり、恋に落ち、結婚する。物語はフォニーが強姦の冤罪で逮捕され、収監されて裁判を待つ状況から始まる。ティッシュはフォニーの収監後に彼の子を妊娠していることを知り、自身と彼の双方の家族に頼らざるを得なくなる。刑事司法制度の欠陥により、フォニーの収監は続く。
本書は、ボールドウィンの小説として初めて黒人の恋愛物語だけに焦点を当てたものであり、また、女性が語り手となっている唯一の作品でもある。ブラック・アーツ・ムーブメントの末期に出版されたこの小説は、2つのアフリカ系アメリカ人を結びつける感情的な絆を中心に、黒人生活における愛を探究している。

## 評価
1974年の『ニューヨーク・タイムズ』紙上にて小説家のジョイス・キャロル・オーツは、「感動的で痛みを伴う物語」であるが、「最終的には楽観的だ。抑圧されたマイノリティたち、特に家族間の共同体の絆が強調される」と評し、以下のように論じた:
非常に感動的で、非常に伝統的な愛の賛歌である。男女間の愛だけでなく、現代のフィクションではほとんど扱われない形の愛、つまり、極端な犠牲を伴う可能性のある家族間の愛が肯定されている。
同じく『ニューヨーク・タイムズ』に寄稿したアナトール・ブロイヤードは、「感傷的な恋愛物語」と評し、以下のように論じている:	
私には、ボールドウィン氏は自著の確実性についてあまり心配していないように感じる。彼は、自分に欠点があっても、アメリカ国民のかなりの数が依然として彼を愛していることを知ってる。彼は今やブランドなのだ。実際、リチャード・ライトの方が現代的だと思えるほど、彼はとても時代遅れであり、現在のノスタルジー狂にも当てはまるかもしれない。都会的な『ポーリンの危難』である彼の作品は、ダビュークの伝説的な老婦人の背筋に人工的な恐怖のスリルを突き刺す「ゴシック」小説としても同様に成立するだろう。
2015年、『ゴーカー』でステイシア・L・ブラウンは、同様に「（『ビール・ストリート』は）両親、恋人、兄弟、子供たちとの関係を通して、黒人男性の人間性を追求する文学のコレクションに属している。楽観主義から荒涼とした世界へ白鳥のように飛び込み、打ち砕かれた希望の灰の中から立ち上がる」と評した。
1974年に『ビール・ストリート』を発表した際、ボールドウィンは『ガーディアン』紙のヒュー・へバートと対談し、自作について、「すべての詩人は楽観主義者だ。（中略）だが、その楽観主義に至る過程で、『自分の人生に対処するにはある程度の絶望に到達しなければならない』のだ」と語った。

## 映画化
バリー・ジェンキンスが本作を原作とした映画の脚本と監督を務め、キキ・レインがティッシュ、ステファン・ジェームズがフォニーを演じ、また、端役のレジーナ・キングがアカデミー助演女優賞を獲得した。映画はプランBエンターテインメントが製作し、2018年11月にセントルイス国際映画祭で上映された。2018年12月14日にアンナプルナ・ピクチャーズ配給で一般公開された。

## 日本語版
日本語訳は1976年に集英社の『世界の文学 33』で初めて収録され、沼沢洽治が翻訳した。また1990年には『集英社ギャラリー 世界の文学 (18) アメリカIII』にも沼沢翻訳版が収録された。
2019年には『ビール・ストリートの恋人たち』と改題され、早川書房より川副智子が翻訳したものが発売された。
- ジェイムズ・ボールドウィンほか 著、沼沢洽治ほか 訳『世界の文学 33』集英社、1976年。
- ジェイムズ・ボールドウィンほか 著、沼沢洽治ほか 訳『集英社ギャラリー 世界の文学 (18) アメリカIII』集英社、1990年3月20日。ISBN 978-4081290185。
- ジェイムズ・ボールドウィン 著、川副智子 訳『ビール・ストリートの恋人たち』早川書房、2019年1月22日。ISBN 978-4152098290。